# Whitewater (Missouri)
Whitewater é uma cidade  localizada no estado americano de Missouri, no Condado de Cape Girardeau.

## Demografia
Segundo o censo americano de 2000, a sua população era de 113 habitantes.
Em 2006, foi estimada uma população de 116, um aumento de 3 (2.7%).

## Geografia
De acordo com o United States Census Bureau tem uma área de
0,5 km², dos quais 0,5 km² cobertos por terra e 0,0 km² cobertos por água. Whitewater localiza-se a aproximadamente 103 m acima do nível do mar.

## Localidades na vizinhança
O diagrama seguinte representa as localidades num raio de 16 km ao redor de Whitewater.